# Pontoglio
Pontoglio is een gemeente in de Italiaanse provincie Brescia (regio Lombardije) en telt 6482 inwoners (31-12-2004). De oppervlakte bedraagt 11,2 km², de bevolkingsdichtheid is 574 inwoners per km².

## Demografie
Pontoglio telt ongeveer 2446 huishoudens. Het aantal inwoners steeg in de periode 1991-2001 met 3,1% volgens cijfers uit de tienjaarlijkse volkstellingen van ISTAT.
| Jaar | Inwoneraantal |
| ---- | ------------- |
| 1991 | 6139          |
| 2001 | 6330          |

## Geografie
Pontoglio grenst aan de volgende gemeenten: Chiari, Cividate al Piano (BG), Palazzolo sull'Oglio, Palosco (BG), Urago d'Oglio.